# معجزات السيدة العذراء
معجزات السيدة العذراء (بالإسبانية: Milagros de Nuestra Señora)‏ هي العمل الرئيسي للكاتب الإسباني جونثالو دي بيرثيو، وهو رجل دين دنيوي كان ينتمي لفضاء دير سان مييان، والتي كُتبت بين عامي 1246 و1252. كُتب العمل ليتم سرده بهدف الترفيه والتعليم الديني والتعريف بدير سان مييان دي لا كوجويا؛ وهو الدير الذي عاش فيه مُؤلف العمل، بيرثيو، طيلة حياته وكتب هذا الكتاب هناك.
يتناول هذا العمل مجموعة من المُعجزات الأدبية، وهي مُشتقة من المعجزات المريمية باللاتينية، والتي تروي 25 مُعجزة للسيدة مريم العذراء في آخر حياتها، مكتوبة باللغة الإسبانية، استنادًا إلى مجموعة من المُعجزات المريمية، التي كُتبت باللغة اللاتينية، بصفتها مصدرًا مُتداولًا في القرن الثالث عشر لعدد 24 منها (مخطوطة تحوت رقم 128، المحفوظة في مكتبة كوبنهاجن)، ومخطوطة رقم 110، المحفوظة في المكتبة الوطنية بمدريد). بينما توؤل المُعجزة الخامسة والعشرون، والمُرقمة برقم 24 في الطبعات الحديثة، فهي من مصادر غير معروفة، وربما شفهية.
يتضمن العمل أيضًا مُقدمة أساسية. تستخدم القصيدة شكل الفقرة الرباعية الشعرية أو ما تُعرف باسم كواديرنا بيا، وهو شكل القصيدة التابعة لمدرسة رجال الدين الأدبية. وتتشكل من فقرات شعرية مُكونة من أبيات ربُاعية سكندرية أحُادية القافية مُقسمة إلى شطرين بينهما فاصل. كان يهدف بيرثيو إلى نشر الدين بين العوام، كما أراد أيضًا تعريف الناس بدير سان مييان دي لا كوجويا، وهو الدير الذي كان يتوقف فيه العديد من الحجاج للراحة، نظرًا لقربه من طرق سانتياغو دي كومبوستيلا الذي كان مُمتدًا في تلك الحقبة في جميع أنحاء أوروبا. بالإضافة إلى ذلك، تُلقى هذه المُعجزات باللغة العامية حتى يفهمها جميع الجمهور.

## النوع
ظهرت مجموعات المعجزات المريمية طيلة القرن الحادي عشر، ولكن خلال القرنين الثاني عشر والثالث عشر حدثت زيادة كبيرة في هذا المحتوى، كما وُجد أيضًا عدد من المُؤلفين المُتخصصين في نفس هذه المجموعات المريمية، مثل جوتييه دي كوينسي، جان لو مارشان، بونفيسين دي لا ريڤا وألفونسو العاشر الحكيم. كان من بينها المُعجزات المحلية وهي تلك التي ارتبطت بمراكز الحج الكُبرى مثل لاون، روكامادور، شارتر، إلخ، جنبًا إلى جنب مع المُعجزات العامة. استفاد بيرثيو من إحدى مجموعات المُعجزات العامة لتأليف مجموعته الخاصة في فترة انتشار اللغات الرومانسية ونشر التقاليد المريمية.
انتشر الإخلاص للسيدة مريم في القرن الثالث عشر في جميع أنحاء أوروبا، لأنها قدمت صورة أمومية أكثر لطفًا وقربًا للمسيحية. نشر الفرنسيسكان والدومينيكان هذه الرؤية في مواعظهم من خلال الشواهد القصصية التي زينوها بها.
كان الغرض الرئيسي الأكثر وضوحًا لهذا العمل مريميًا: حيث عبادة العذراء تكريمًا لها، وربما تجدر الإشارة إلى السيدة العذراء في احتفالية عيد البشارة في شهر مارس، والتي تُعبد في المذبح الرئيسي لدير سان مييان دي سوسو.